# Stone & Stone
Stone & Stone fue un dúo alemán formado por el matrimonio integrado por Glen J. Penniston y Tatjana Cheyenne Penniston. Ambos se destacaban por su participación en el Festival de la Canción de Eurovisión, cantando una canción de género cristiana. 

## Carrera
Glen Penniston nació en los Países Bajos, años más tarde, se dirige a Alemania a principio de los años 1970, ya que debía representar obras musicales como baterista. En 1979 conoce a Tatjana Cheyenne Penniston quien también demostraba mucho interés por la música. Ambos contraen matrimonio y se casan en 1985. En 1993 comienzan ambos la trayectoria como artistas musicales y lanzan el primer sencillo llamado "I wish You Were Here" posicionado en el puesto 31 de los Charts Alemanes durante 16 semanas. Al mes siguiente, publicaron su primer álbum llamado Miracles y otros sencillos. El éxito llegaría más tarde en 1996 cuando es publicado el sencillo "Verliebt In Dich", canción que participa en Eurovisión.
Ambos estuvieron participando en distintos programas de radio por toda Alemania, interpretando sus canciones. Tatjana Cheyenne Penniston logró escribir canciones de diferentes géneros musicales, como el jazz, música clásica, etc. También escribió canciones para otros artistas; uno de sus mayores éxitos fue «Julián» de Mandy Winter, canción que se mantuvo por varias semanas en el puesto 1 de las listas de cantantes alemanes de los años 1990.

## Ámbito personal
Cheyenne Penniston es dedicada a la música desde muy joven, nació en una familia de raíces caribeñas, sensible a la creación musical.Tiene dos hermanos de nombre Dashula y Dominik, el último de los cuales se dedica a componer canciones. Cheyenne es también compositora independiente, con un estilo bastante propio. Sin embargo, cuando aliada a su entonces marido Glen Penniston encuentra los apoyos suficientes para formar el dúo Stone & Stone y editar su primer disco. Actualmente, aparte de a criar a sus cinco hijos, Cheyenne forma parte del prestigioso equipo de producción de N-Eurovision, la Foronovela, siendo la jefa del «Departamento de Religión, Moral, Ética y Buenas Costumbres». Cheyenne y Glen Stone, un matrimonio religioso y altruista por convicción (por lo menos en sus inicios), decidieron adoptar cinco niños, a los cuales fueron consiguiendo criar junto a los inicios de su carrera musical como dueto.

## Eurovisión 1995
Sus canciones de género religioso y las características del grupo responderían exactamente a las hipotéticas condiciones de ese año. En 1995, la radiodifusora alemana Mitteldeutscher Rundfunk eligió a la pareja para representar a su país en el Festival de la Canción de Eurovisión 1995 con la canción "Verliebt in Dich" («Enamorado de ti»). Finalmente, solo logró obtener un punto (de Malta) y alcanzó el último lugar, es decir, el puesto 23. Tiempo después, la pareja lanzó el disco "I Realized It's You", canción interpretada en idioma inglés. La canción «Verliebt in Dich» se define como un “tema que habla del amor hasta sus últimas consecuencias”.

## Álbum
- Miracles (1993).[3]

## Sencillos y EP
- I Thought I Was Right (1989)
- I Wish You Were Here (1992)
- Hold On (1993)
- All In One (1993)
- Let The Angels Fly (1995)
- I Realized It's You (1995)